# Бронетанковая техника
В «Ниве» были недавно помещены изображения изобретённого английскими военными инженерами гигантского бронированного автомобиля. Бесстрашный и неуязвимый, устремляется он всей своей громадой в самую кипень боя, под снаряды и пули, свободно берёт вражьи окопы, как пустое, незначащее препятствие, и, посеяв вокруг себя разрушение и смерть, преспокойно возвращается в свой полк. Английские солдаты назвали этого своего нового боевого товарища «лоханью» («tank» — «тэнк»).

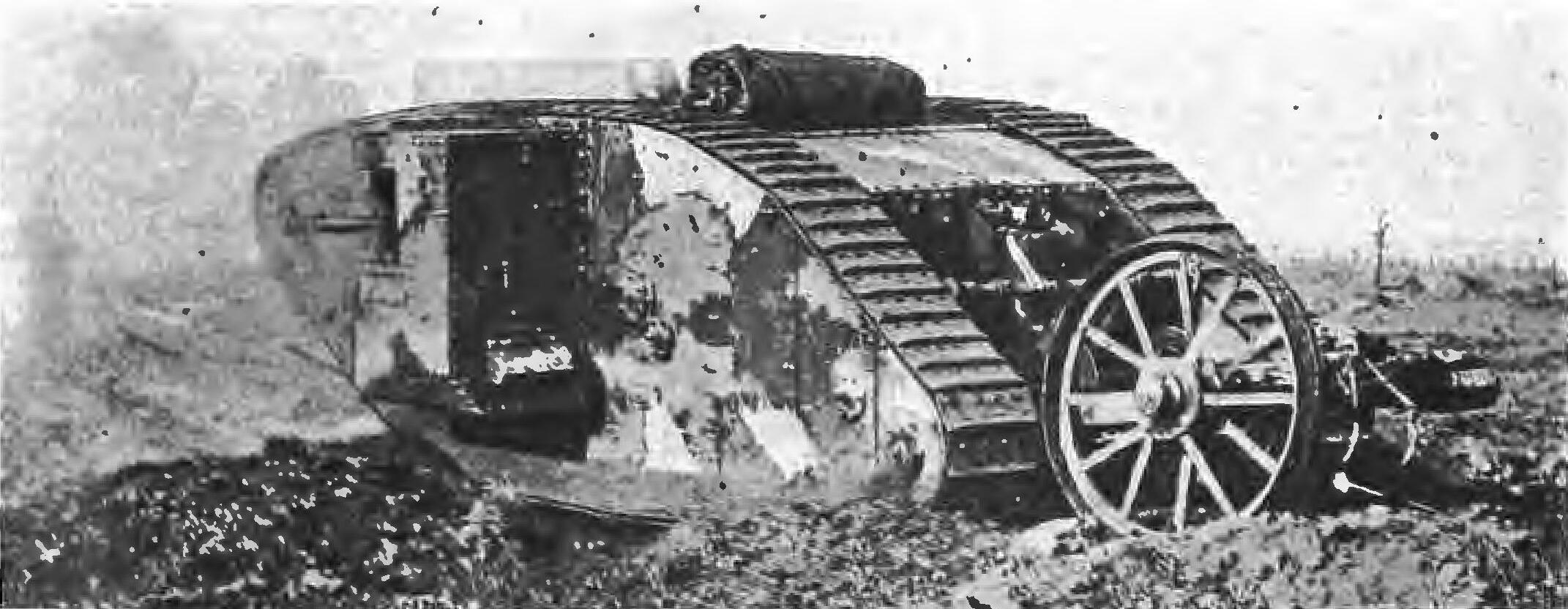
В «Ниве» были недавно помещены изображения изобретённого английскими военными инженерами гигантского бронированного автомобиля. Бесстрашный и неуязвимый, устремляется он всей своей громадой в самую кипень боя, под снаряды и пули, свободно берёт вражьи окопы, как пустое, незначащее препятствие, и, посеяв вокруг себя разрушение и смерть, преспокойно возвращается в свой полк. Английские солдаты назвали этого своего нового боевого товарища «лоханью» («tank» — «тэнк»). Журнал «Нива», № 4 за 1917 год.

Бронетанковая техника, Броневая и танковая техника (БТТ, также бронетехника) — боевые и вспомогательные (специальные) бронированные военные машины (техника), созданные на базе (шасси) БТТ или предназначенные для их обслуживания (как на колёсном, так и на гусеничном ходу, некоторые небронированные, см. ниже), в том числе и железнодорожные.
Некоторые, используя термин «бронетанковая техника», подразумевают только боевые бронированные машины (ББМ), которые являются основным, но не единственным видом «бронетанковой техники».

## Броневое вооружение
В связи с развитием и совершенствованием военного дела в процессе развития цивилизации, в вооружённых силах (ВС) многих государств стали производиться моторизация и механизация. Так впервые, в сравнительно крупном масштабе появились, в первую мировую империалистическую войну, формирования броневых сил, например 1-я автомобильная пулемётная рота, а до этой войны эпизодическое участие в военных действиях, с конца XIX столетия и в начале XX столетия, принимали только одиночные бронированные поезда, железно-дорожная артиллерия и бронированные автомобили. В литературе, в 1930-х годах в Союзе ССР, процесс снабжения в государстве сухопутных вооружённых сил средствами борьбы, оснащенными броней и передвигающимися при помощи двигателя внутреннего сгорания назывался — механизация армии. В связи с этим военными специалистами была предложена классификация поступающего на вооружение ВС оружия и техники. Одним из видов стало Броневое вооружение (БВ) — существовавшее ранее наименование БТТ и понятие, включавшее боевые бронированные машины, в том числе и такие как:
- бронепоезда,
- моторные броневые вагоны,
- броневые летучки,
- бронедрезины,
- бронеавтомобили,
- бронированные мотоциклы

и некоторые другие.

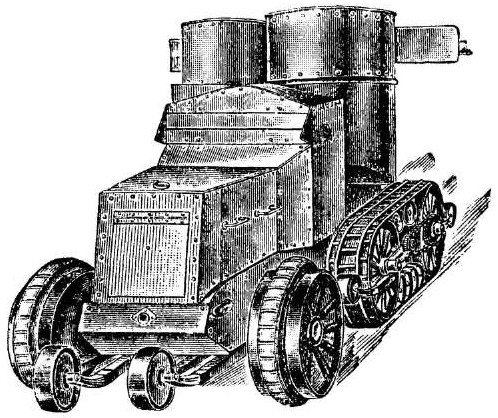
Автоброневик.
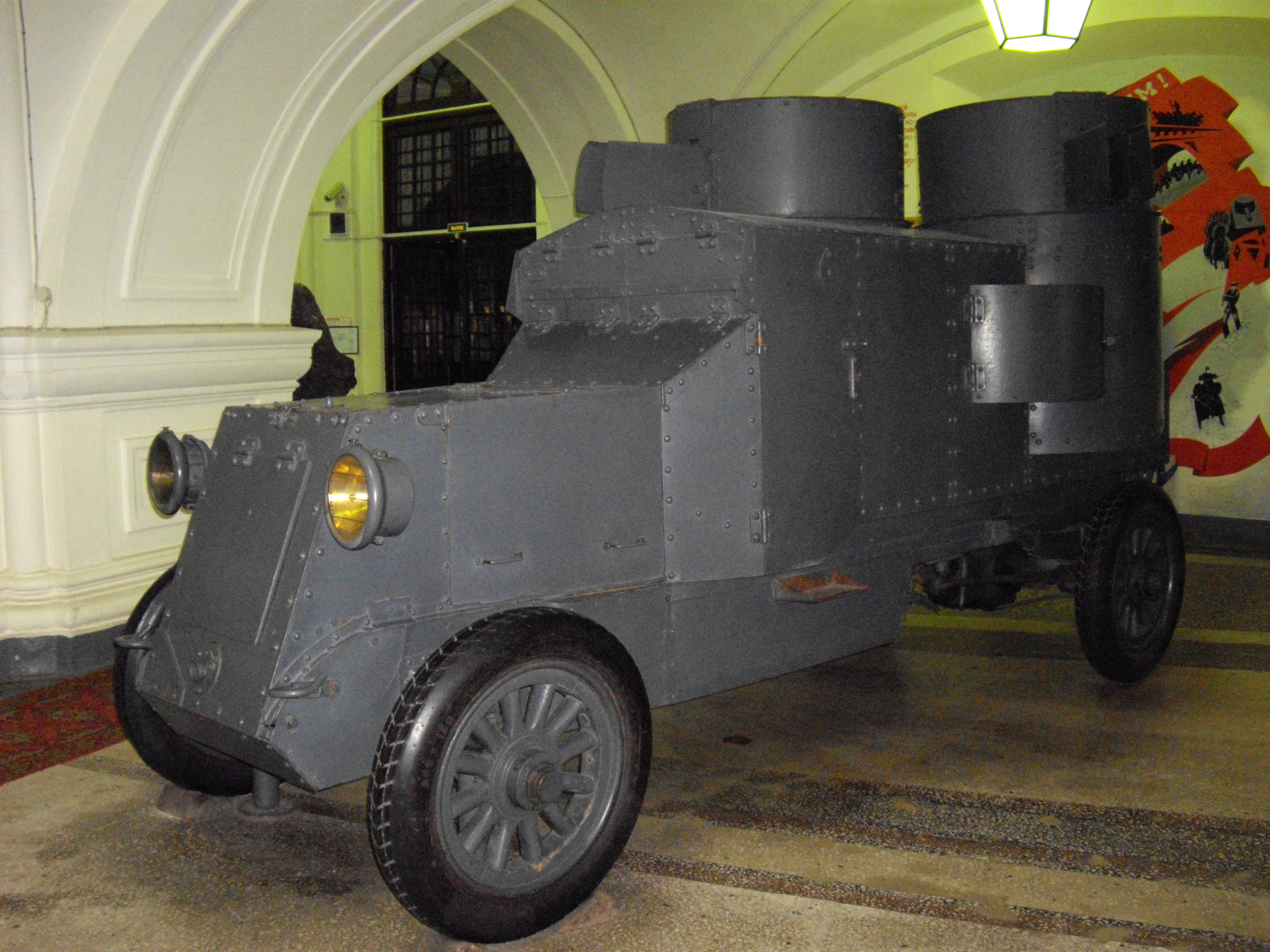
Реплика бронеавтомобиля времён гражданской войны в России Остин-Путиловец в бронетанковом музее в Кубинке. 2010 год
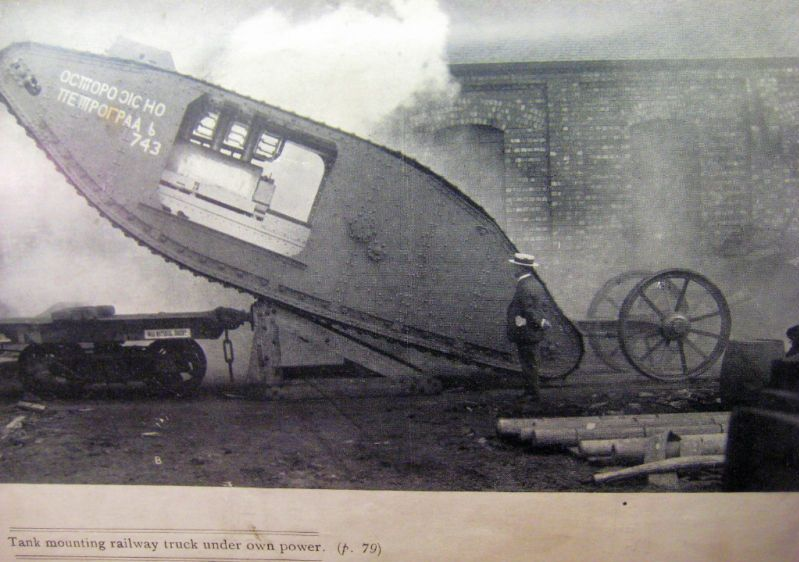
Фотография одного из первых танков Mk I, с надписью кириллицей «Осторожно. Петроград».
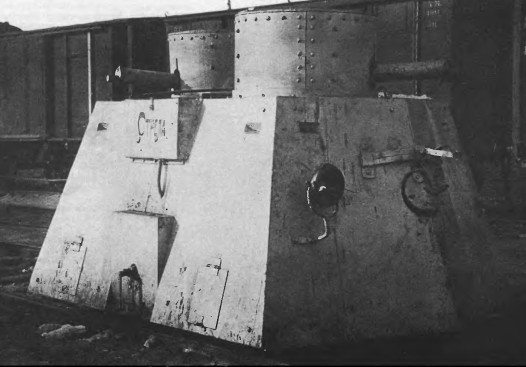
Броневая дрезина «Стрела» во время гражданской войны в России. Применялась с 1915 года и во время Первой мировой войны
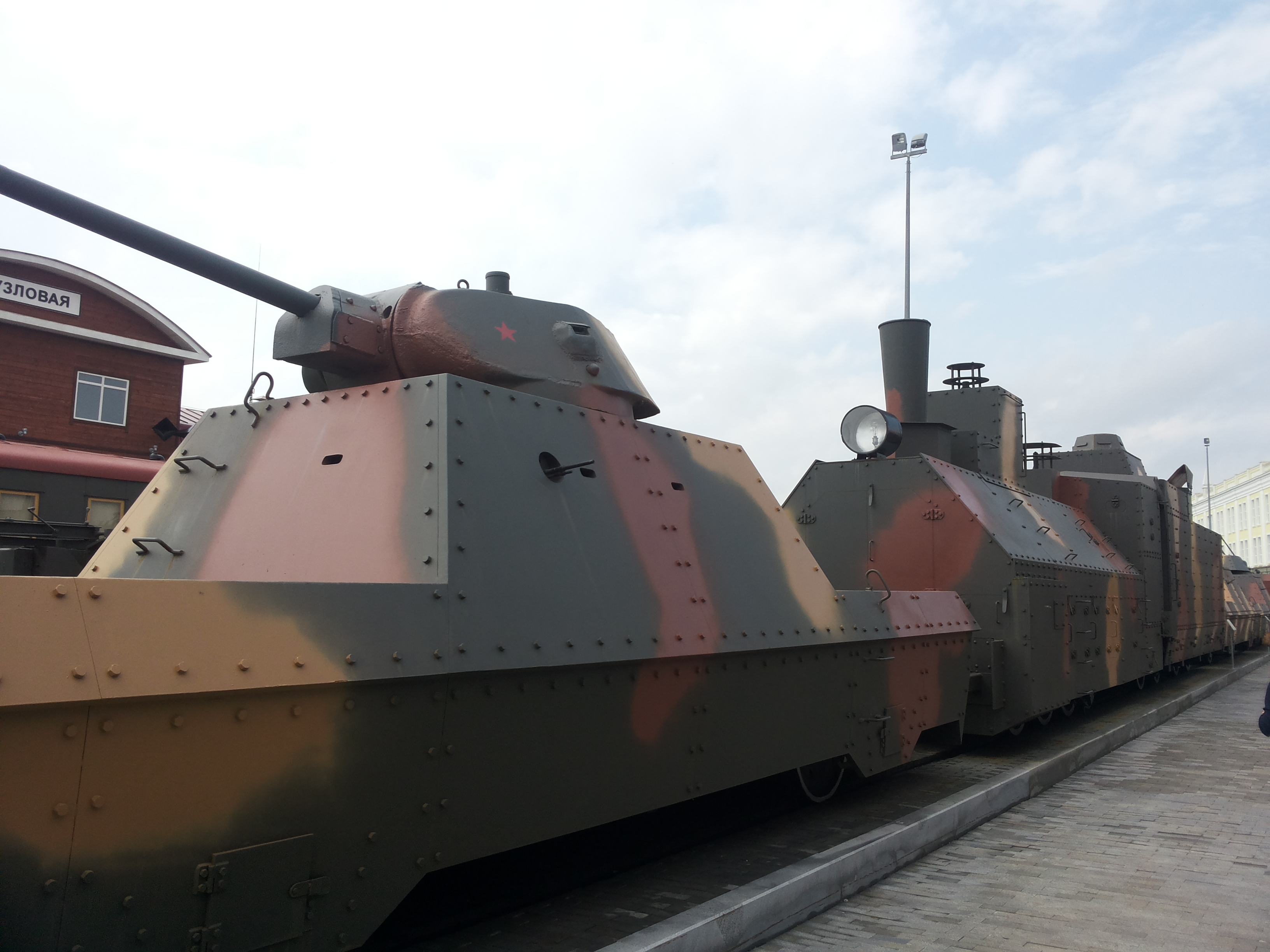
Реплика бронепоезда типа БП-43. Самые совершенные советские бронепоезда времён ВОВ. Вооружение: 4 76-мм пушки Ф-34, 2 37-мм зенитных пушки, 1 зенитный пулемёт ДШК и 12 7,62-мм пулемётов ДТ
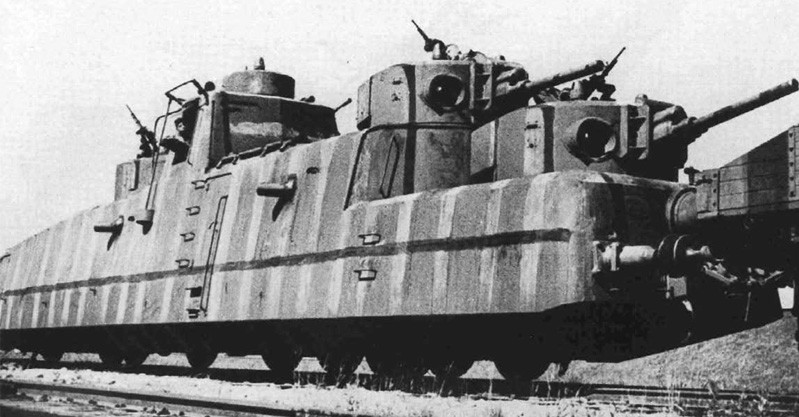
Мотоброневагон № 2. Ленинградский фронт, май 1942 года. Машина вооружена 76-мм танковыми пушками Л-11 образца 1938/39 годов, также видны зенитные турели с пулемётом ДТ на башнях

## Типы бронетехники
К основным современным видам БТТ относятся:
- танки (основные и специальные),
- боевые машины пехоты (БМП),
- боевые машины десантные (БМД),
- бронетранспортёры (БТР),
- бронированные разведывательно-дозорные машины (БРДМ),
- боевые разведывательные машины (БРМ),
- машины управления на базе бронетанковой техники,
- бронированные ремонтно-эвакуационные машины (БРЭМ) на базе танков, БМП и БТР
- тягачи,
- мотоциклы[5][6][7][8][Комм 2].

Также, к БТТ относятся другие типы техники, в том числе:
- самоходные артиллерийские установки (САУ) на базе танков, БМП, БТР и БМД,
- Машины технической помощи (МТП), в том числе и на базе небронированных автомобилей,
- Подвижные танкоремонтные мастерские (ТРМ) на базе небронированных автомобилей,
- Ходовые тренажёры вождения, созданные на базе танков, БТР и БМП,
- Инженерные бронированные машины:
  - инженерные (сапёрные) танки,
  - инженерные машины разграждения (ИМР) на базе танков и БМП,
  - мостоукладчики на базе танков (МТУ) и БМП[1].

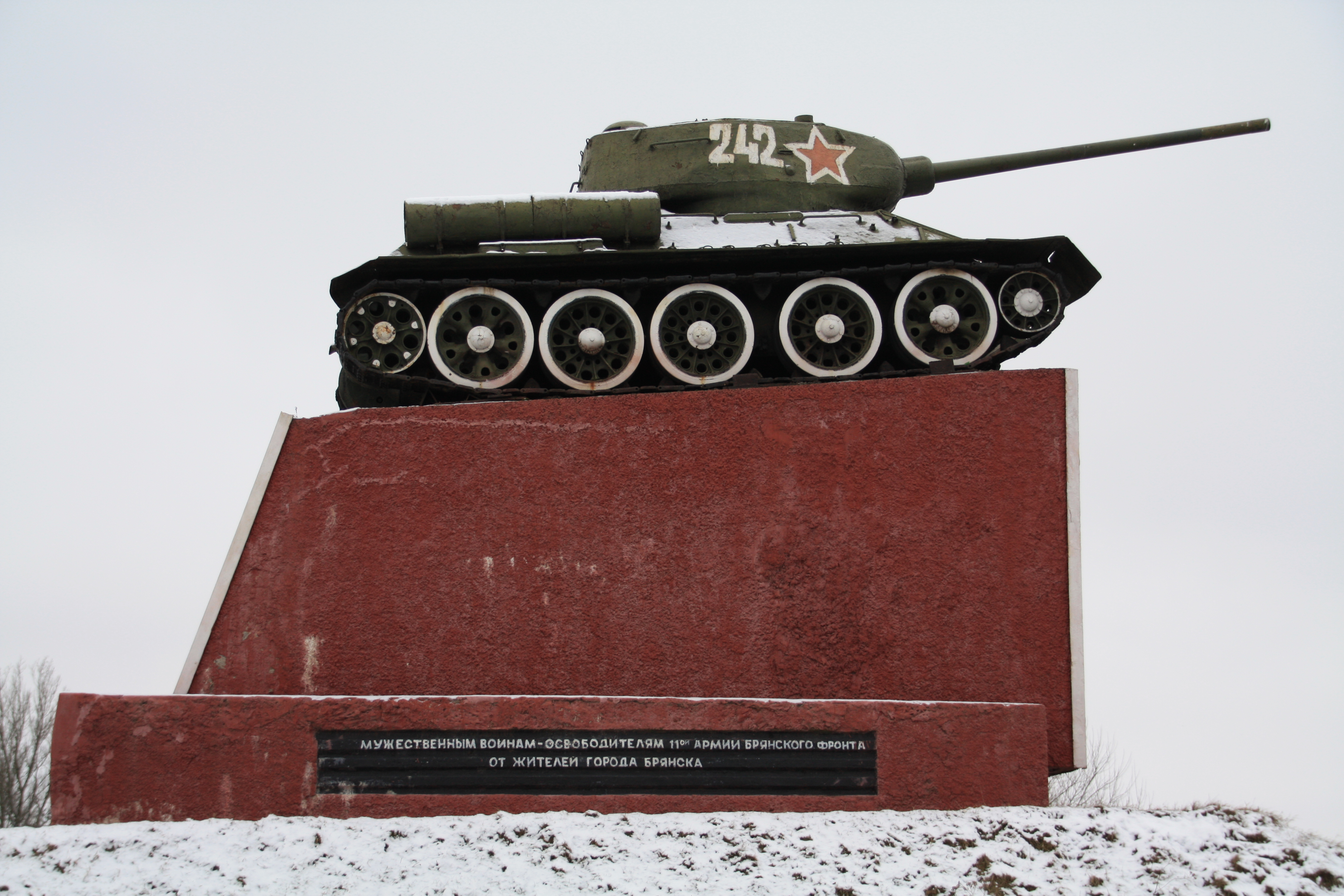
Т-34 − основной танк Красной Армии во время Великой Отечественной войны
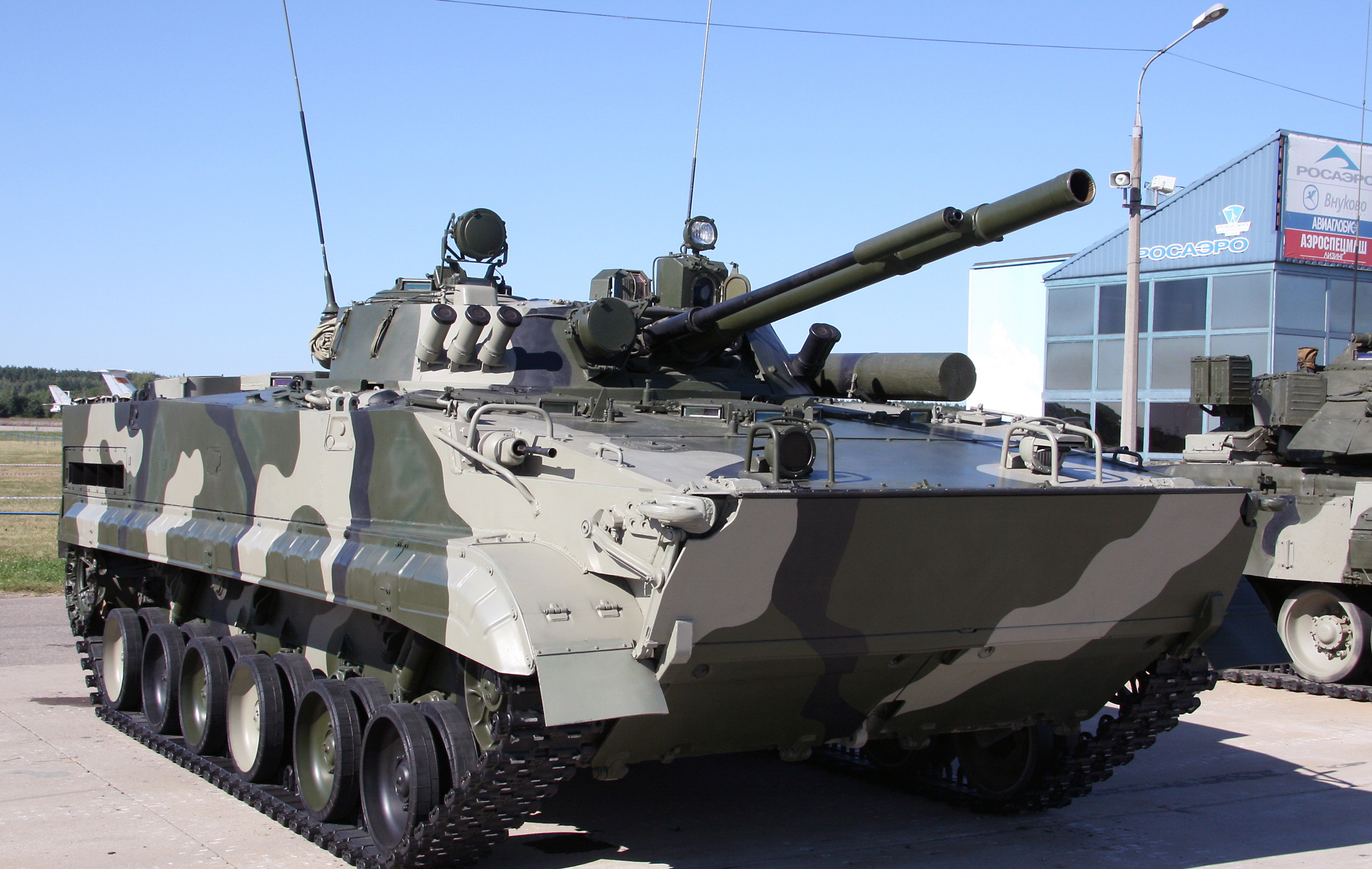
Боевая машина пехоты БМП-3
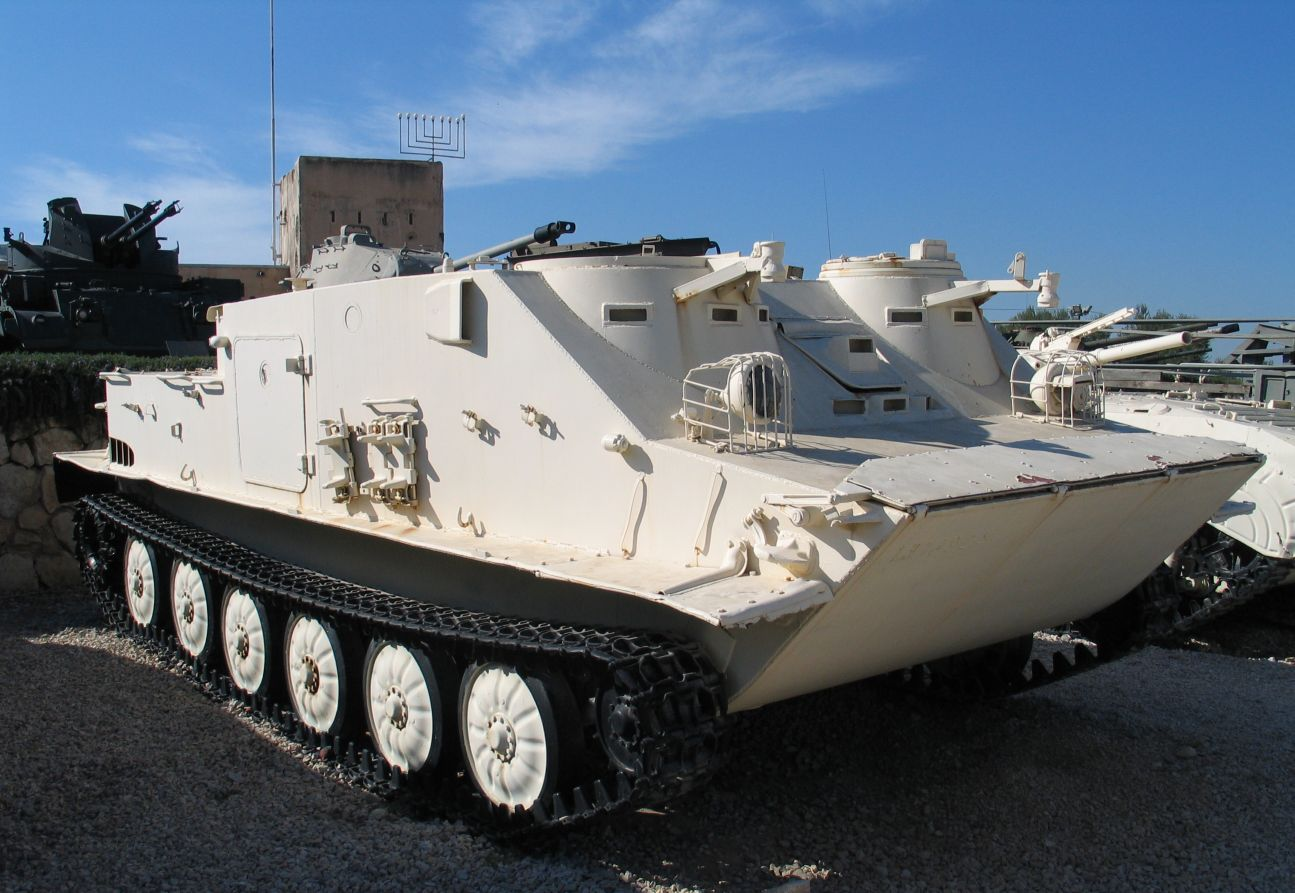
Гусеничный бронетранспортёр OT-62C TOPAS пр-ва ЧССР — версия советского БТР-50 (1958-1972)
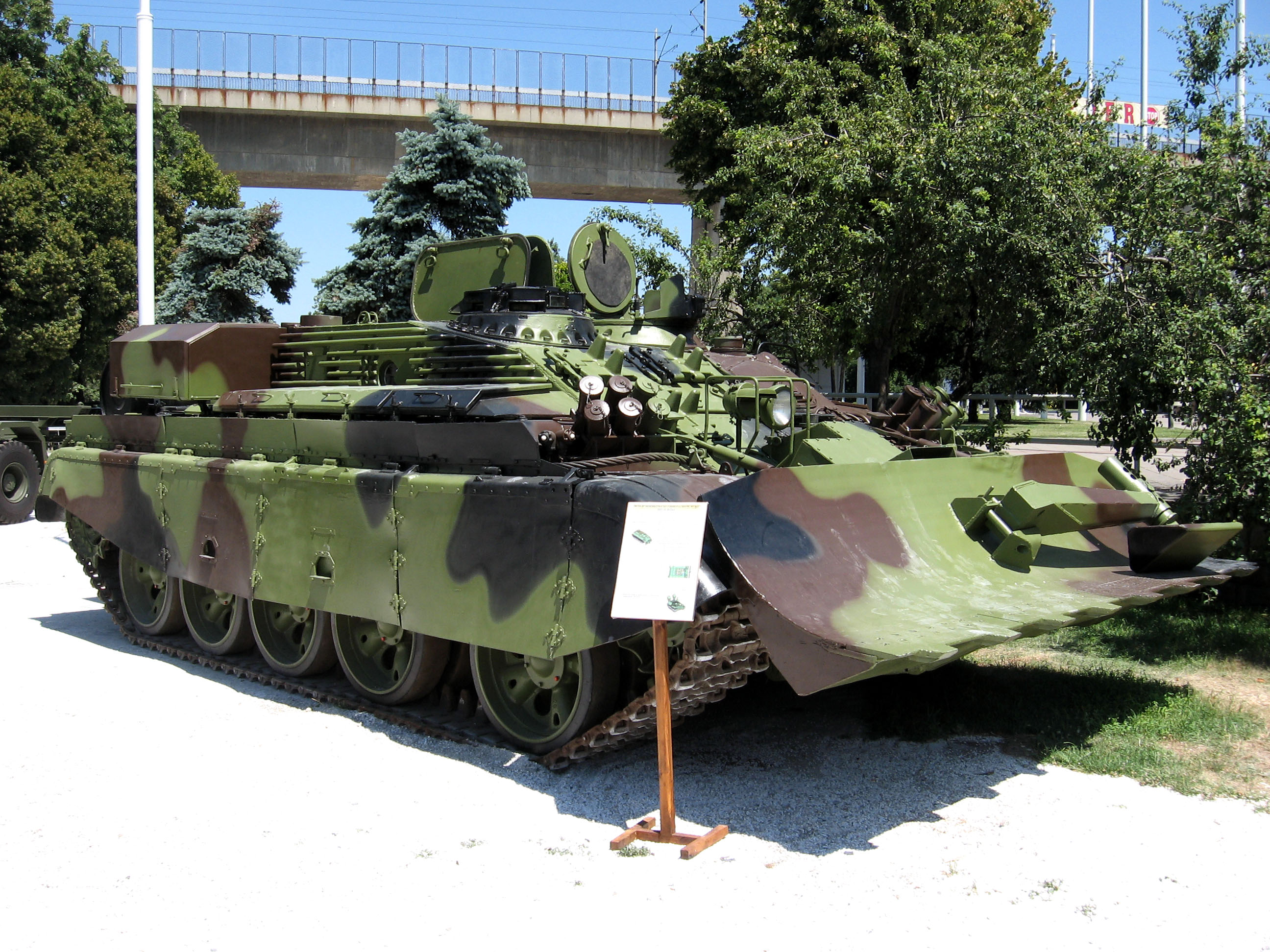
Сербская (БРЭМ) VIU-55 Munja на базе Т-55
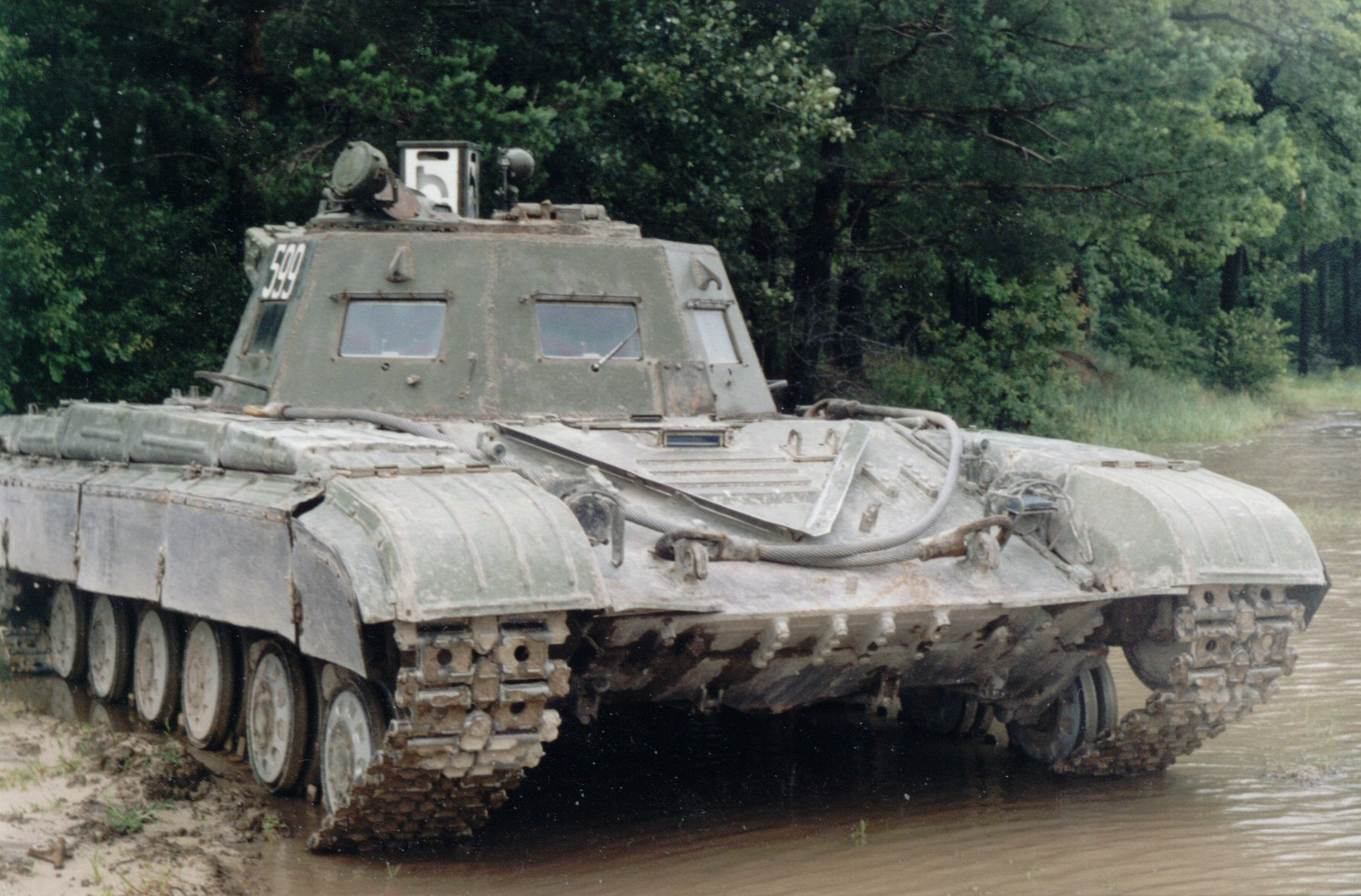
ХТВ-64. Ходовой тренажёр вождения на базе танка Т-64А
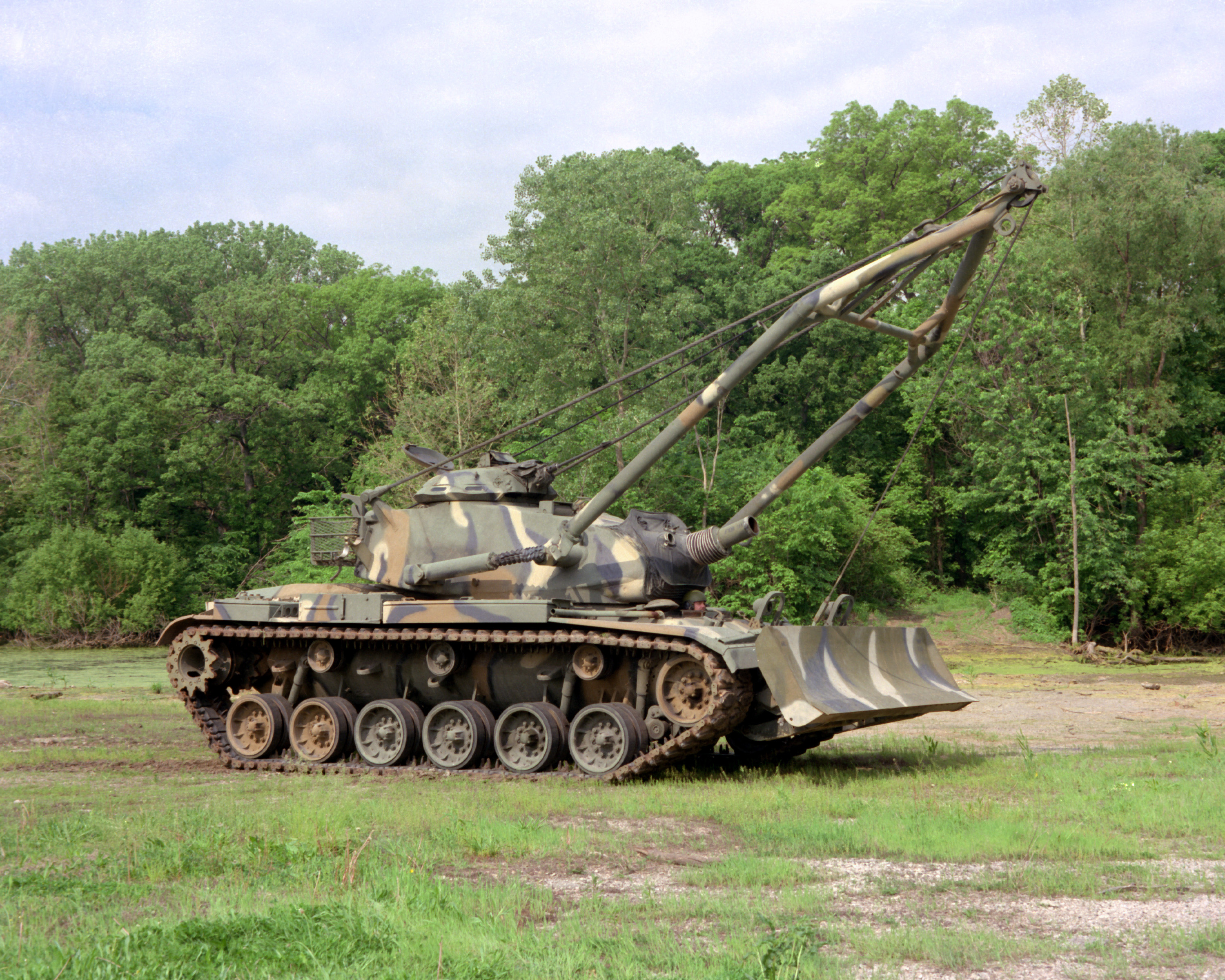
Сапёрный танк M728
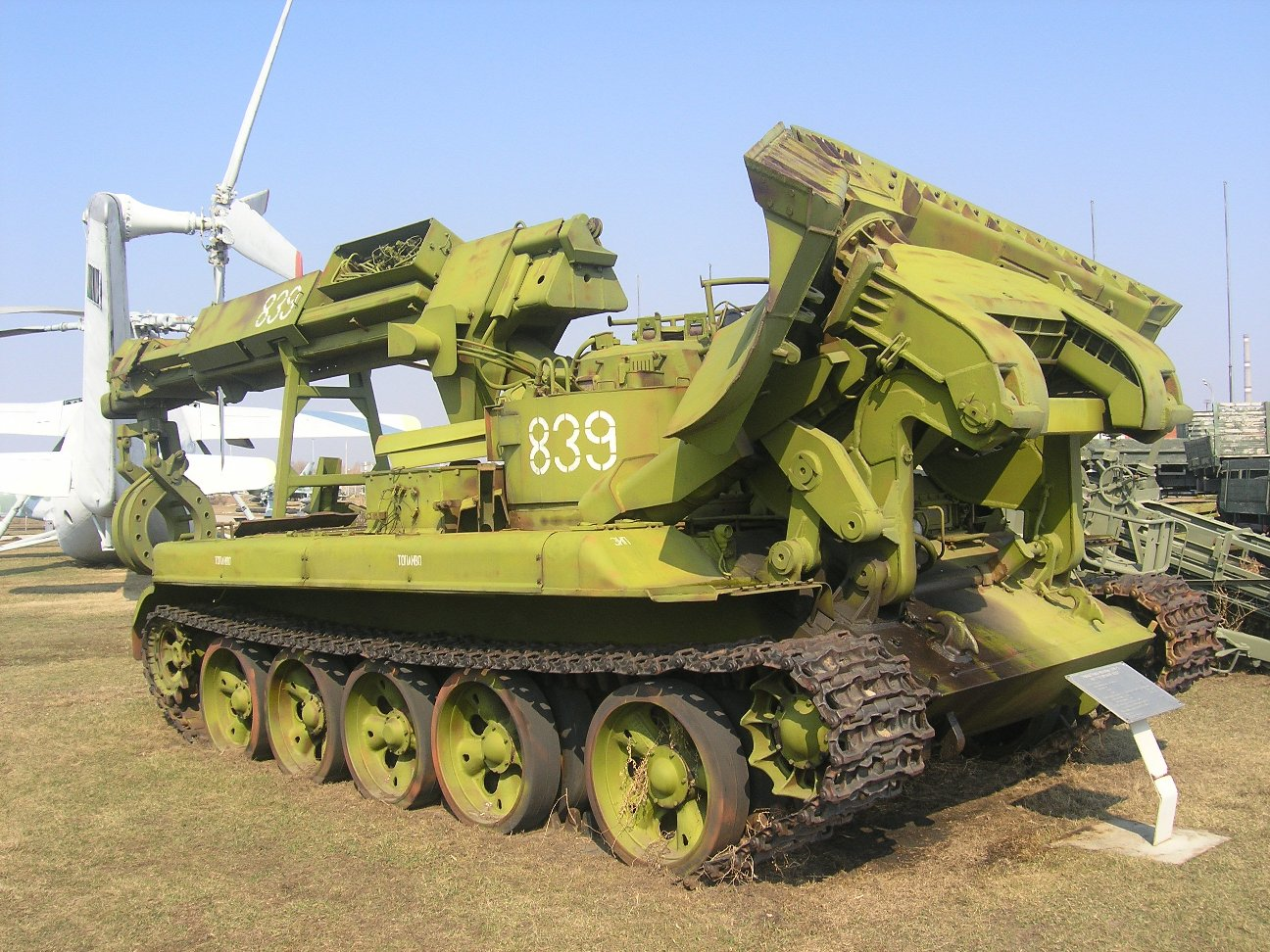
Инженерная машина разграждения ИМР-1 (Объект 616) на базе танка Т-55
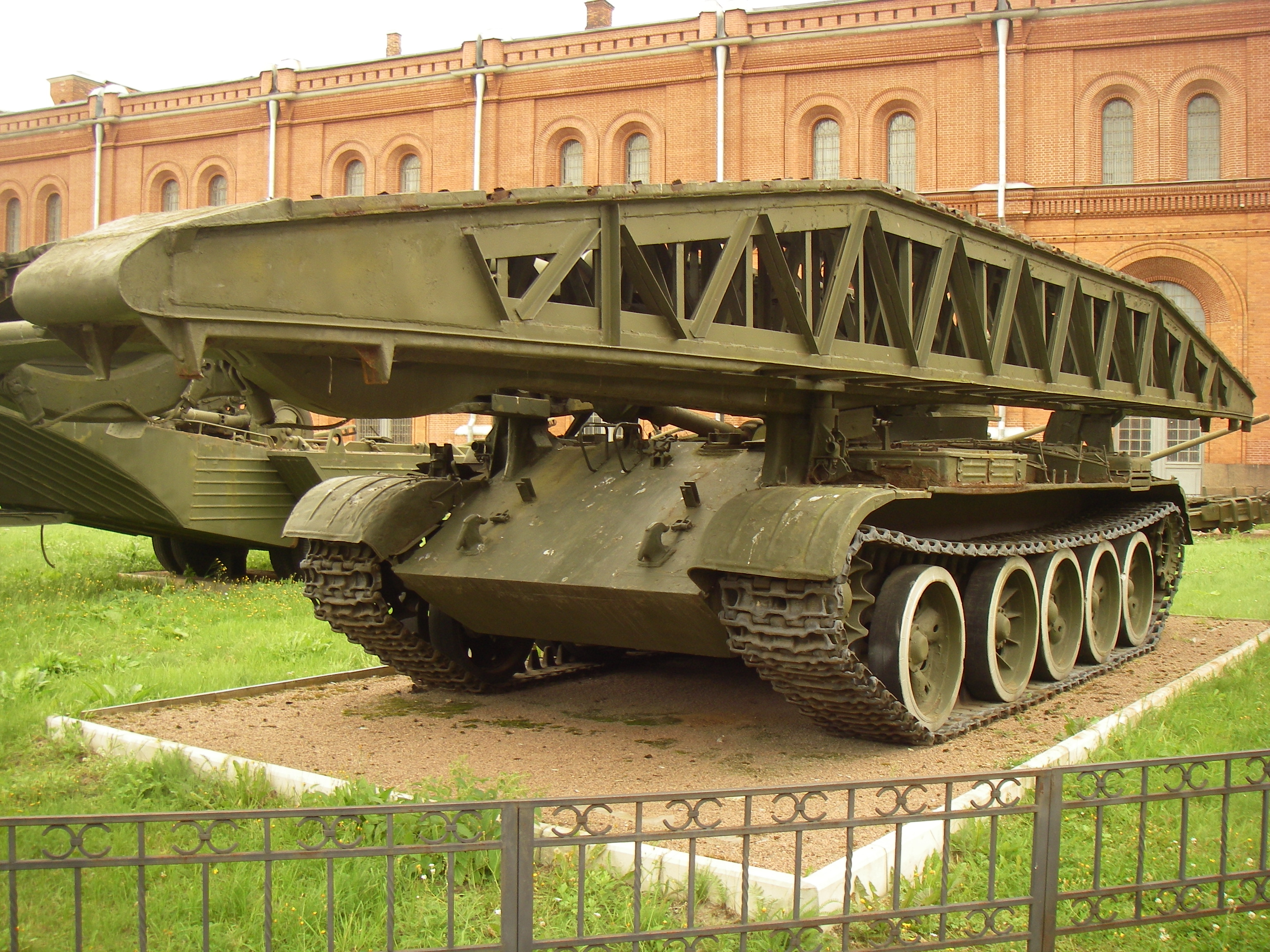
Танковый мостоукладчик МТУ
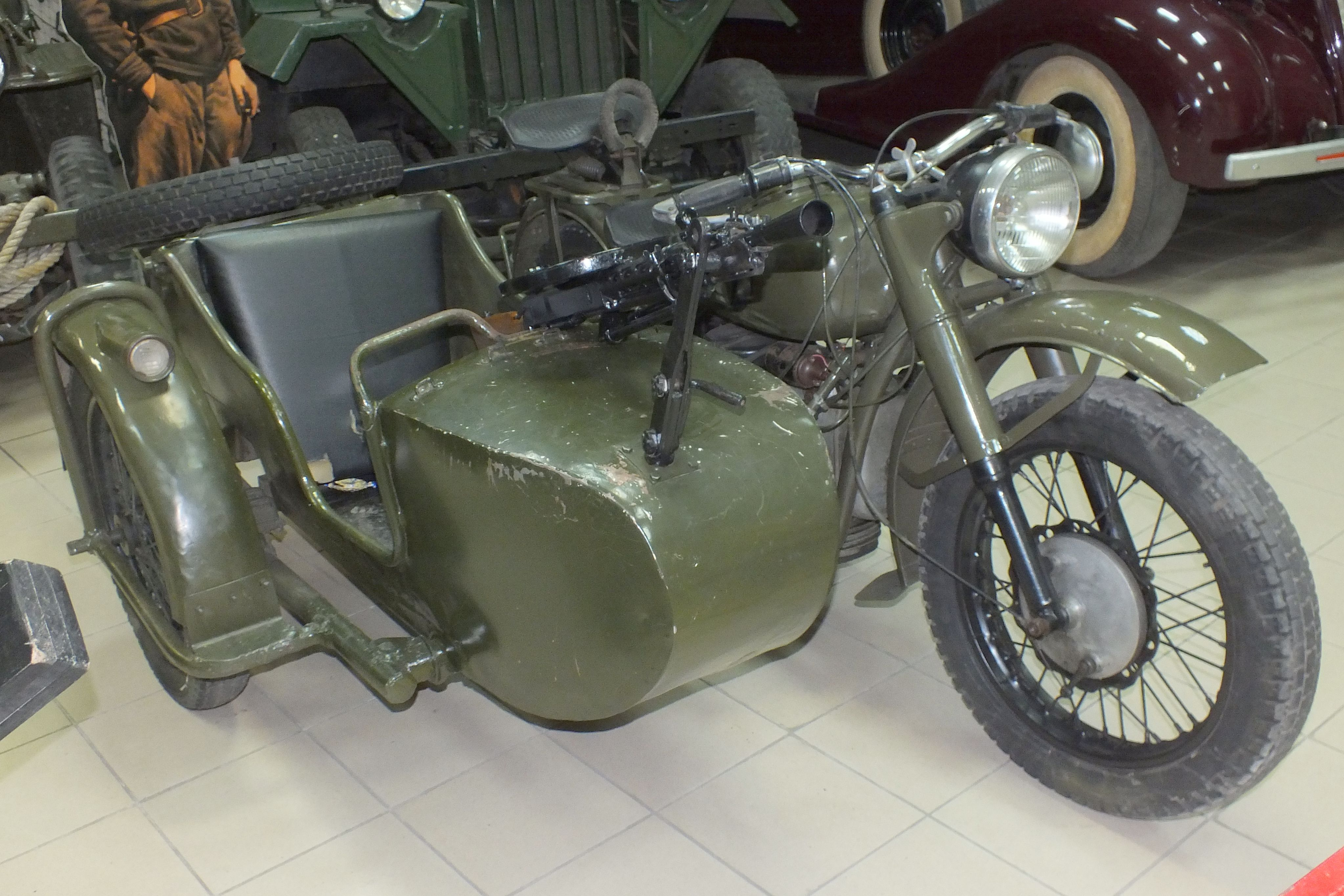
Мотоцикл М-72 с пулемётом ДП
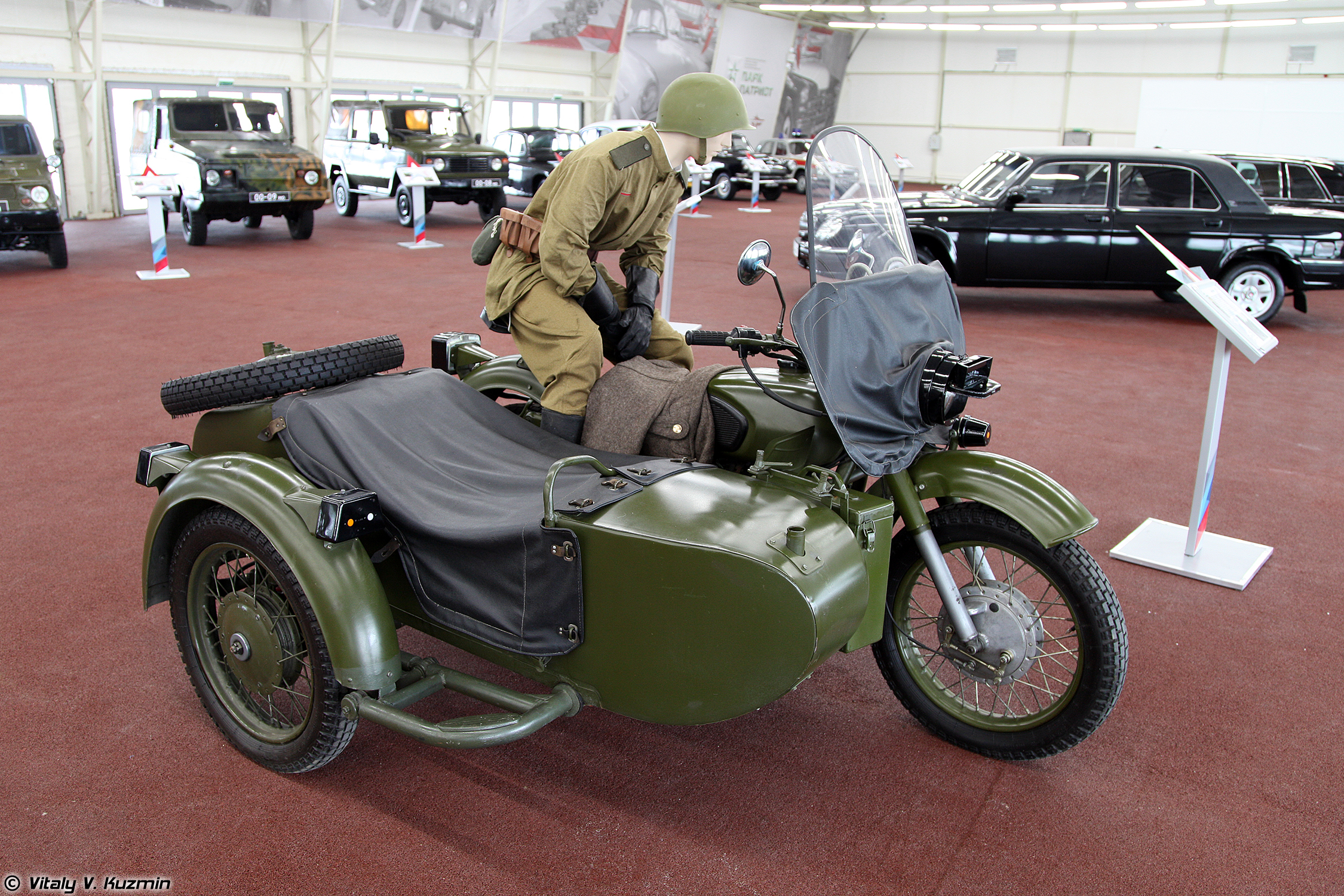
Мотоцикл МВ-650М — военная модификация «Днепра»

## Классификация по группам эксплуатации
По группам эксплуатации БТТ подразделяется на:
- боевую группу;
- учебно-боевую группу.

## Комментарии
1. ↑  До 1931 года в Русской императорской Армии и, после неё, в РККА все броневые машины называли по-разному — бронемашинами, броневиками, блиндироваными машинами и так далее (в том числе и бронепоезда и бронедрезины). С 1931 года называли обычно автобронетанковая техника, хотя были варианты из-за малого военного образования командиров и начальников (до 1917-го и с февраля 1943 года офицеров), в частности из-за ускоренной подготовки и частого перемещения в разные рода войск, особенно в Гражданскую и Великую Отечественную войны
2. ↑  До Великой Отечественной и в ходе неё мотоциклы входили, в основном, в танковые соединения и части — на 22 июня 1941 в РККА насчитывалось 29 мотоциклетных полков, в которых было положено по штату более 300 мотоциклов (но полки были укомплектованы далеко не полностью). Все они находились в составе двадцати девяти механизированных корпусов (мехкорпусов) по одному на корпус, а также находились в разведывательных подразделениях и подразделениях связи двух танковых (по 380 мотоциклов) и одной моторизованной дивизии каждого мехкорпуса (всего в мехкорпусе полагалось иметь 1710 мотоциклов). Вне автобронетанковых войск мотоциклов было гораздо меньше — в стрелковой дивизии на 22 июня 1941 года по штату военного времени было положено 14 мотоциклов: 7 в разведывательном батальоне, 4 в автомобильном батальоне и 3 в батальоне связи. В ходе войны мотоциклы, в основном, находились в мотоциклетных батальонах танковых и механизированных корпусов[9][10] и в мотоциклетных полках танковых армий[11][12], вероятно, поэтому их отнесли к БТТ.

## Ссылкa
- Бронетанковая техника. Военный энциклопедический словарь. // Министерство обороны Российской Федерации. 2007. Официальный сайт Министерства обороны Российской Федерации (encyclopedia.old.mil.ru)